# Bollmaniulus concolor
Bollmaniulus concolor är en mångfotingart som beskrevs av Chamberlin 1940. Bollmaniulus concolor ingår i släktet Bollmaniulus och familjen Parajulidae. Inga underarter finns listade i Catalogue of Life.